# Erhard Lelle
Erhard Lelle (* 21. Mai 1946 in Hermersberg) ist ein deutscher Politiker (CDU).

## Leben und Beruf
Nach dem Abitur 1966 in Kaiserslautern studierte Lelle bis 1971 an der Erziehungswissenschaftlichen Hochschule in Landau in der Pfalz für das Lehramt an Grund- und Hauptschulen. Anschließend war er als Hauptschullehrer tätig, bis er 1989 Rektor der Grundschule von Hermersberg wurde. Lelle ist verheiratet und hat drei Kinder.

## Politik
1979 trat Lelle der CDU bei und wurde in den Gemeinderat von Hermersberg gewählt, dem er bis 1989 angehörte. Von 1980 bis 1989 war er zweiter Beigeordneter der Verbandsgemeinde Waldfischbach-Burgalben. 1989 wurde er Mitglied des Kreistages des Landkreises Südwestpfalz. Von 1991 bis 2008 war er Abgeordneter im rheinland-pfälzischen Landtag. Dort war er von 1994 bis 2001 bildungspolitischer Sprecher der CDU-Landtagsfraktion und anschließend bis 2006 stellvertretender Fraktionsvorsitzender. In der CDU gehörte Lelle von 1993 bis 2001 dem Landesvorstand an und wurde 1996 Vorsitzender des Kreisverbands Pirmasens-Land, der im Folgejahr in Kreisverband Südwestpfalz umbenannt wurde.